# Kuehneana
Kuehneana is een geslacht van vlinders van de familie uilen (Noctuidae), uit de onderfamilie Acronictinae.

## Soorten
- K. antennata Hacker & Saldaitis, 2011
- K. dubiosa (Kühne, 2010)